# 索爾茲伯里 (紐約州赫基默縣)
索爾茲伯里（英語：Salisbury）是一個位於美國紐約州赫基默縣的鎮。

## 人口
根據2020年美國人口普查的數據，索爾茲伯里的面積為280.24平方千米，當中陸地面積為278.08平方千米，而水域面積為2.16平方千米。當地共有人口1830人，而人口密度為每平方千米7人。